# Jurgen Ruesch
Jurgen Ruesch (1910-1995) fue un escritor, psiquiatra y académico suizo-estadounidense, interesado principalmente en los problemas de la comunicación. 
Fue profesor de psiquiatría en la Escuela de Medicina de la Universidad de California y director de la sección de psiquiatría social del Instituto Neuropsiquiátrico Langley Porter en San Francisco.
En 1948, Jurgen Ruesch caracterizó la personalidad infantil con rasgos de pasividad, dependencia, impulsividad, somatización de sus estados afectivos, tendencias masoquistas y limitación de sus aptitudes sociales e interpersonales, como alexitímica (etimológicamente: A: privativo, falta; Lexis: lenguaje, palabras; Timos: emoción), para designar la incapacidad que tienen algunas personas de verbalizar y expresar sus afectos, así como de elaborar fantasías.

## Publicaciones
- Jurgen Ruesch y Gregory Bateson. Comunicación: La Matriz Social de la Psiquiatría. 1951.
- Jurgen Ruesch y Weldon Kees. Comunicación No Verbal: Notas Sobre la Percepción Visual de las Relaciones Humanas. 1956.
- Jurgen Ruesch. Comunicación Terapéutica. 1964.
- Jurgen Ruesch. Conocimiento en Acción: Comunicación, Operaciones Sociales y dirección. 1975.

- Datos: Q5956648